# Burtnieki
Burtnieki är en ort i Lettland.   Den ligger i kommunen Kocēnu novads, i den norra delen av landet, 110 km nordost om huvudstaden Riga. Burtnieki ligger 47 meter över havet och antalet invånare är 430.
Terrängen runt Burtnieki är platt. Runt Burtnieki är det glesbefolkat, med 10 invånare per kvadratkilometer. Närmaste större samhälle är Valmiera, 19,3 km sydost om Burtnieki. Omgivningarna runt Burtnieki är en mosaik av jordbruksmark och naturlig växtlighet.